# Stygarctus bradypus
Stygarctus bradypus är en djurart som tillhör fylumet trögkrypare, och som beskrevs av Schulz 1951. Stygarctus bradypus ingår i släktet Stygarctus och familjen Stygarctidae. Inga underarter finns listade i Catalogue of Life.